# İsmail Kılıç Kökten
İsmail Kılıç Kökten (* 1904 in Ünye; † 25. Juli 1974 in Ankara) war ein türkischer Archäologe.
Nach Schulausbildung in Kütahya und Trabzon arbeitete Kökten von 1923 bis 1936 in Samsun als Lehrer. Darauf studierte er Philologie, Geschichte und Geografie an der Universität Ankara, wo er 1941 Assistent am Institut für Ethnologie und Anthropologie wurde. 1947 wurde er promoviert, den Titel Doçent erhielt er 1953. 1959 wurde er Professor am Lehrstuhl für Vorgeschichte der Universität Ankara.
Als Archäologe arbeitete er auf dem Gebiet der anatolischen Frühgeschichte. Er war bei Grabungen tätig im Gebiet von Samsun (1941 mit Tahsin Özgüç und Nimet Özgüç), bei Adıyaman (Perrhe, 1945/46), in Niksar (1947) und um Antalya (1946–1958), wo er die Ausgrabungen in der Karain-Höhle leitete, die er 1967–1973 zusammen mit Işın Yalçınkaya fortführte. Dort war er auch für den Aufbau des lokalen Museums verantwortlich. Mit den Grabungen in Karain und in der Höhle von Kadıini bei Alanya brachte Kökten die bislang ältesten Funde auf anatolischem Gebiet zu Tage.

## Veröffentlichungen
- Karain kılavuzu (Antalya) (= Eski Eserler ve Müzeler Genel Müdürlüğü yayınlarından. Ser. 1, Bd. 32). Mili Egitim Bakanligi Eski Eserler ve Müzeler Genel Müdürlüğü, Ankara 1967.